# Palmeirinha (escola de samba)
O Grêmio Recreativo Escola de Samba Palmeirinha é uma escola de samba de Nova Iguaçu, sediada no bairro de Corumbá. tendo como cores verde e branco.

## História
Em 2009 foi a oitava escola a desfilar pelo carnaval da cidade. Seu samba foi considerado fraco, porém os refrões receberam comentários positivos pela crítica especializada, bem como a atuação do intérprete Max Diniz.
Em 2011, apresentou o enredo Orlando Orfei: O rei do Riso, dos carnavalescos Pinheiro e Jesus Abraão. Terminou entre as quatro últimas que formariam o grupo de acesso. mas no entanto, após o racha que culminu com a extinção da ABESNI. a escola se filiou a LEBESNI, desfilando pelo grupo da liga em 2012, com o enredo Araraô um grito forte na Palmeirinha ecoou de Clébio de Freitas. Terminou na 10º colocação, por se contra o diretor Miroval Santos, diretor da LIESNI, que articulou o descesso dela junto  com a Império da UVA. para 2013, a escola contratou Cléber, ex-Santa Rita  para dividir o carro de som, com Max Diniz, que permanece na escola.
Nos preparativos para o carnaval 2014, a agremiação teve problemas internos, como a troca de presidente e tendo que correr contra o tempo para preparar o carnaval. No desfile oficial, foi uma das grandes surpresas ao obter a terceira colocação. Em 2015, homenageou Joãozinho Trinta e o primeiro campeonato da Beija-Flor.[carece de fontes?]

## Segmentos

### Presidentes
| Nome      | Mandato      | Ref. |
| --------- | ------------ | ---- |
| Renatinho | ?-atualidade |      |

### Presidentes de honra
| Nome | Mandato      | Ref. |
| ---- | ------------ | ---- |
| Pelé | ?-atualidade |      |

### Diretores
| Ano  | Diretor de Carnaval | Diretor de harmonia | Mestre de bateria | Ref.  |
| ---- | ------------------- | ------------------- | ----------------- | ----- |
| 2011 |                     |                     | Magno             | [ 2 ] |
| 2014 | Pelé                | André               | Magno             |       |
| 2015 | Ednelson            | Juarez              | Magno             |       |

### Coreógrafo
| Ano  | Nome   | Ref. |
| ---- | ------ | ---- |
| 2014 | Hauzen |      |

### Mestre-sala e Porta-bandeira
| Ano        | Nome               | Ref |
| ---------- | ------------------ | --- |
| 2014-atual | Júlio César e Uini |     |

### Corte de bateria
| Ano  | Rainha           | Ref |
| ---- | ---------------- | --- |
| 2014 | Ana Carolina     |     |
| 2015 | Lorrayne Perfect |     |

## Carnavais
| Ano  | Colocação    | Grupo        | Enredo                                                                          | Carnavalesco                  | Intérprete | Ref.  |
| ---- | ------------ | ------------ | ------------------------------------------------------------------------------- | ----------------------------- | ---------- | ----- |
| 2006 | 8º lugar     | 1-ABESNI     | A Força e o Poder das Cores que Vemos no Céu                                    | Mário Diniz                   |            | [ 3 ] |
| 2007 | 9º lugar     | 1-ABESNI     |                                                                                 | Mário Diniz                   |            | [ 3 ] |
| 2008 | 3º lugar     | 1-ABESNI     |                                                                                 | Mário Diniz                   |            | [ 3 ] |
| 2009 | 4ºlugar      | 1-ABESNI     | Reino Mágico, O Mundo Do Faz De Conta                                           | Raphael Ladeira e Mário Diniz | Max Diniz  |       |
| 2010 | 9ºlugar      | 1-ABESNI     | Os Patuas                                                                       | Raphael Ladeira e Mário Diniz | Max Diniz  | [ 4 ] |
| 2011 | 11ºlugar     | ÚNICO        | Orlando Orfei: O rei do Riso                                                    | Pinheiro e Jesus Abraão       | Max Diniz  |       |
| 2012 | 10ºlugar     | ÚNICO        | Araraô um grito pelo meio ambiente na Palmeirinha ecoou                         | Clébio de Freitas             | Max Diniz  | [ 5 ] |
| 2013 | Hour-concurs | Hour-concurs | Na bandeira GLS! O Palmeirinha e só alegria                                     | Clébio de Freitas             | Max Diniz  | [ 6 ] |
| 2014 | 3ºlugar      | ÚNICO        | Brasil de cabo a rabo No meu carnaval                                           | Clébio de Freitas             | Max Diniz  |       |
| 2015 |              | Especial     | Viva Santo Antônio, São João e São Pedro nas terras abençoadas de São Sebastião | Clébio de Freitas             | Max Diniz  |       |